# Pasmo mezozoiczne Półwyspu Indochińskiego
Pasmo mezozoiczne Półwyspu Indochińskiego – jednostka geologiczna typu fałdowego (pasmo fałdowe) na Półwyspie Indochińskim.
Obejmuje północną i zachodnią część Półwyspu Indochińskiego, otaczając od północy i zachodu masyw indochiński. Część zachodnia biegnie południkowo od prowincji Junnan w południowo-zachodnich Chinach (Wyżyna Junnan-Kuejczou) poprzez Tajlandię, przez cały Półwysep Indochiński i Półwysep Malajski. Część wschodnia rozciąga się równoleżnikowo przez Chiny i północny Wietnam.
Występują tu skały powstałe od prekambru do mezozoiku, silnie zafałdowane. Najstarsze są silnie zmetamorfizowane skały prekambryjskie i staropaleozoiczne. Młodsze skały osadowe oraz magmowe i wulkaniczne powstały w czasie od kambru po dolny mezozoik.
Najstarsze, udokumentowane faunistycznie, osady paleozoiczne w zachodniej części są wieku górnokambryjskiego, a w północnej części (w Wietnamie) środkowokambryjskiego. Są to osady detrytyczne, piaszczysto-łupkowe, o dużych miąższościach. W kambrze górnym powstały skały wulkaniczne – ryolity. Osady ordowiku są marglisto-łupkowe z graptolitami oraz węglanowe z fauną zbliżoną do wschodnioaustralijskiej. Na granicy między ordowikiem a dewonem występują liczne przewarstwienia skał wulkanicznych – ryolitów, tufów i popiołów wulkanicznych. Osady sylurskie, a w części zachodniej również dewońskie są wykształcone w facjach węglanowej i detrytycznej. Utwory staropaleozoiczne są silnie zafałdowane i częściowo zmetamorfizowane. Występują w nich intruzje skał magmowych wieku dolnokarbońskiego.
Osady permo-karbońskie w części północnej (w Wietnamie) są wykształcone w facji węglanowej, jako masywne, gruboławicowe wapienie tworzące  zjawiska krasowe – zarówno krasu powierzchniowego jak i podziemnego. Ku górze pojawiają się coraz liczniejsze wkładki detrytyczne, czasami gruboziarniste – piaskowce i zlepieńce. Osady triasu zalegają niezgodnie na starszych utworach, a reprezentowane są przez facje lądowe z licznymi pokładami węgla kamiennego oraz wkładkami skał pochodzenia wulkanicznego. W części zachodniej utwory triasowe wykształcone są w facji morskiej.
Skały paleozoiczne i dolnomezozoiczne pasma indochińskiego tworzą liczne synklinoria i antyklinoria o kierunkach południkowych w części zachodniej i NW-SE w części północnej.
Na sfałdowanych utworach paleozoicznych i dolnomezozoicznych leżą osady molasowe dolnej jury, a wyżej neogeńskie osady rzeczno-jeziorne – piaskowce z wkładkami zlepieńców oraz poładami węgla brunatnego.
W utworach pasma mezozoicznego Półwyspu Indochińskiego zaznaczają się ruchy tektoniczne orogenezy kaledońskiej i waryscyjskiej – fałdowanie, metamorfizm, intruzje magmowe, niezgodności kątowe osadów, zmiany facji. Ostatecznie zostało ono uformowane w czasie orogenezy indochińskiej, będącej odpowiednikiem fazy starokimeryjskiej orogenezy alpejskiej (pogranicze triasu i jury).